# Finale del campionato europeo maschile di calcio 2024
La finale del campionato europeo di calcio 2024 si è tenuta il 14 luglio 2024 allo stadio Olimpico a Berlino tra le nazionali di Spagna e Inghilterra, ed è stata vinta dalla Spagna con il punteggio di 2-1. La selezione spagnola ha in tal modo vinto il suo quarto trofeo europeo, diventando così la nazionale con il maggior numero di trionfi nella competizione.

## Le squadre
| Squadra     | Finali disputate in precedenza (il grassetto indica la vittoria) |
| ----------- | ---------------------------------------------------------------- |
| Spagna      | 4 (1964, 1984, 2008, 2012)                                       |
| Inghilterra | 1 (2020)                                                         |

## Cammino verso la finale

### Spagna
La Spagna di De la Fuente, detentrice della UEFA Nations League, viene inserita nel gruppo B insieme ai campioni in carica dell'Italia, alla Croazia e all'Albania. Nell'incontro d'esordio, la nazionale spagnola batte per 3–0 la Croazia, prima di sconfiggere per 1–0 sia l'Italia che l'Albania, classificandosi dunque al primo posto del girone a punteggio pieno, senza alcun gol subito.
Agli ottavi di finale, la Spagna incontra la Georgia, superandola in rimonta per 4–1 al RheinEnergieStadion di Colonia. Ai quarti di finale, gli iberici incrociano i padroni di casa della Germania, eliminandoli col risultato di 2–1 dopo i tempi supplementari alla MHP Arena di Stoccarda, frutto delle reti di Olmo e Merino, quest'ultima avvenuta allo scadere del secondo extra time. Nelle semifinali, le Furie Rosse affrontano la Francia, vincendo in rimonta per 2–1 all'Allianz Arena di Monaco di Baviera, grazie ai gol di Yamal e Olmo. La selezione ispanica si qualifica quindi per la finale con 6 vittorie consecutive: si tratta della quinta finale nella competizione, nonché della terza nelle ultime cinque edizioni, a dodici anni di distanza dall'ultima disputata.

### Inghilterra
L'Inghilterra di Southgate, finalista della precedente edizione, è inserita nel gruppo C insieme alla Danimarca, alla Serbia e alla Slovenia. Nella partita di debutto, la nazionale inglese batte per 1–0 la Serbia, prima di pareggiare per 1–1 contro la Danimarca e poi per 0–0 contro la Slovenia, classificandosi comunque al primo posto del girone con cinque punti totalizzati.
Agli ottavi di finale, l'Inghilterra incontra la Slovacchia, superandola in rimonta per 2–1 dopo i tempi supplementari alla Veltins-Arena di Gelsenkirchen, merito delle reti di Bellingham, avvenuta all'ultimo minuto di recupero del secondo tempo, e di Kane, realizzata nel primo extra time. Ai quarti di finale, i britannici incrociano la Svizzera alla Merkur Spiel-Arena di Düsseldorf, eliminandola per 5–3 ai tiri di rigore dopo che i tempi regolamentari e supplementari si erano conclusi sul risultato di 1–1. Nelle semifinali, i Three Lions affrontano i Paesi Bassi, vincendo in rimonta per 2–1 al Westfalenstadion di Dortmund, grazie al pareggio di Kane e il gol vittoria di Watkins nel finale. Per la selezione inglese si tratta della seconda finale nella manifestazione, peraltro consecutiva, dopo la sconfitta nel torneo passato.

### Tabella riassuntiva del percorso
| Pos. | Squadra | Pt | G | V | N | P | GF | GS | DR |
| ---- | ------- | -- | - | - | - | - | -- | -- | -- |
| 1.   | Spagna  | 9  | 3 | 3 | 0 | 0 | 5  | 0  | +7 |
| 2.   | Italia  | 4  | 3 | 1 | 1 | 1 | 3  | 3  | 0  |
| 3.   | Croazia | 2  | 3 | 0 | 2 | 1 | 3  | 6  | -3 |
| 4.   | Albania | 1  | 3 | 0 | 1 | 2 | 3  | 5  | -2 |

| Pos. | Squadra     | Pt | G | V | N | P | GF | GS | DR |
| ---- | ----------- | -- | - | - | - | - | -- | -- | -- |
| 1.   | Inghilterra | 5  | 3 | 1 | 2 | 0 | 2  | 1  | +1 |
| 2.   | Danimarca   | 3  | 3 | 0 | 3 | 0 | 2  | 2  | 0  |
| 3.   | Slovenia    | 3  | 3 | 0 | 3 | 0 | 2  | 2  | 0  |
| 4.   | Serbia      | 2  | 3 | 0 | 2 | 1 | 1  | 2  | -1 |

### Statistiche della fase finale
| Squadra     | G | V | N | P | GF | GS | DR  | CG | CR | TT  | TP | FC | FS |
| ----------- | - | - | - | - | -- | -- | --- | -- | -- | --- | -- | -- | -- |
| Spagna      | 6 | 6 | 0 | 0 | 13 | 3  | +10 | 14 | 1  | 106 | 37 | 83 | 74 |
| Inghilterra | 6 | 3 | 3 | 0 | 7  | 4  | +3  | 11 | 0  | 68  | 19 | 50 | 84 |

## Descrizione della partita
Il primo tempo si dimostra molto bloccato tra le due squadre, senza spunti degni di nota: la gara si apre con un attento controllo da parte dei bianchi, che bloccano il gioco delle furie rosse con le attente marcature di Walker su Williams e di Shaw (preferito a Trippier) su Yamal (che il giorno prima ha compiuto 17 anni), e sfruttando le ripartenze; in questo modo, le stelle spagnole non riusciranno inizialmente ad accendersi, ma contrasteranno efficacemente gli attacchi britannici con le ottime chiusure di Cucurella e Carvajal, i tiri, infatti, sono quattro per gli iberici e tre per gli inglesi, con solo uno in porta a tinte bianche, nonostante il possesso palla fosse a favore della Spagna. L'unica vera emozione, dopo che Stones chiude su Morata che cercava lo spunto in area, è la parata di Unai Simón su Foden che conclude con una sforbiciata nel recupero. In precedenza, su un tentativo di Kane, Rodri si era infortunato, ed il c.t. de la Fuente lo sostituisce ad inizio ripresa con Zubimendi.
Nel secondo tempo, invece, il match si anima e dopo due minuti dalla ripresa la Roja, scesa in campo più determinata, passa in vantaggio con un'azione fenomenale su contropiede: Carvajal trova con l'esterno Yamal che lascia alle spalle Shaw, si porta dietro mezza difesa inglese e scarica un filtrante preciso per Williams che, con un chirurgico sinistro in diagonale, non dà scampo a Pickford. La Spagna continua ad attaccare alla ricerca del doppio vantaggio: prima un'azione corale porta Dani Olmo a tirare in diagonale, ma senza trovare la porta, poi Morata – a tu per tu con Pickford – che si vede salvare la palla sulla riga da Stones. Nella stessa azione Williams prova da fuori area un tiro che finisce di poco a lato. L'Inghilterra si fa vedere al 63' quando Bellingham da fuori prova una conclusione che, però, finisce a lato di pochissimo: tuttavia, la Spagna si riporta davanti e solo un fenomenale Pickford tiene a galla gli inglesi. A questo punto, il c.t. Southgate decide, con una mossa coraggiosa (simile a quella della semifinale), di sostituire il capitano Kane con Watkins e, nonostante il buon momento della Roja (un altro tiro di Yamal al 65' è deviato miracolosamente in angolo da Pickford ), con l'ingresso di Palmer al posto dello spento Kobbie Mainoo si galvanizza invece l'Inghilterra: proprio il centrocampista del Chelsea trova da fuori area – grazie a un'intelligente sponda all'indietro di Bellingham servito a sua volta da Saka – un bolide rasoterra che bacia il palo sinistro. Ristabilita la parità le Furie Rosse non subiscono il colpo e trovano la forza di reagire: un'altra azione corale, diretta da Dani Olmo, manda in porta il diciassettenne Yamal ma Pickford si oppone nuovamente. Con gli iberici che prendono sempre più terreno e quando sembra che la patita fosse diretta ai tempi supplementari, tuttavia, il muro inglese crolla: Oyarzabal chiude un uno-due con Cucurella, con un cross rasoterra dalla sinistra, per il nuovo vantaggio spagnolo, mantenuto fino al fischio finale, nonostante l'ultimo, doppio disperato assalto di Toney, Rice e Watkins con due consecutivi colpi di testa, respinti il primo da Unai Simón, il secondo salvato sulla linea da Dani Olmo.
Al triplice fischio di Letexier è festa grande per la Spagna che si conferma campione per la quarta volta nella storia, staccando la Germania ferma a tre successi, con un record di sette vittorie su sette partite. I rossi vedono premiati, sotto gli sguardi del re Filippo VI di Spagna e del Principe William, Lamine Yamal e Rodri rispettivamente come miglior giovane e miglior giocatore della manifestazione; l'Inghilterra invece viene nuovamente sconfitta come era già accaduto nella scorsa edizione del 2020. Gareth Southgate diviene l'unico ct ad avere perso due finali europee.

## Tabellino
| Arbitro: | François Letexier |

|                            |           |            |
| Williams 47’ Oyarzabal 86’ | Marcatori | 73’ Palmer |

| Spagna | Inghilterra |

| Spagna (4-2-3-1)  |    |                    |     |     |
|                   |    |                    |     |     |
| P                 | 23 | Unai Simón         |     |     |
| D                 | 2  | Daniel Carvajal    |     |     |
| D                 | 3  | Robin Le Normand   |     | 83’ |
| D                 | 14 | Aymeric Laporte    |     |     |
| D                 | 24 | Marc Cucurella     |     |     |
| C                 | 16 | Rodri              |     | 46’ |
| C                 | 8  | Fabián Ruiz        |     |     |
| C                 | 19 | Lamine Yamal       |     | 89’ |
| C                 | 10 | Dani Olmo          | 31’ |     |
| C                 | 17 | Nico Williams      |     |     |
| A                 | 7  | Álvaro Morata      |     | 68’ |
| A disposizione:   |    |                    |     |     |
| P                 | 1  | David Raya         |     |     |
| P                 | 13 | Álex Remiro        |     |     |
| D                 | 4  | Nacho              |     | 83’ |
| D                 | 5  | Dani Vivian        |     |     |
| C                 | 6  | Mikel Merino       |     | 89’ |
| A                 | 9  | Joselu             |     |     |
| A                 | 11 | Ferran Torres      |     |     |
| D                 | 12 | Alejandro Grimaldo |     |     |
| C                 | 15 | Álex Baena         |     |     |
| C                 | 18 | Martín Zubimendi   |     | 46’ |
| A                 | 21 | Mikel Oyarzabal    |     | 68’ |
| D                 | 22 | Jesús Navas        |     |     |
| C                 | 25 | Fermín López       |     |     |
| CT:               |    |                    |     |     |
| Luis de la Fuente |    |                    |     |     |

| Inghilterra (3-4-2-1) |    |                        |       |     |
|                       |    |                        |       |     |
| P                     | 1  | Jordan Pickford        |       |     |
| D                     | 2  | Kyle Walker            |       |     |
| D                     | 5  | John Stones            | 53’   |     |
| D                     | 6  | Marc Guéhi             |       |     |
| C                     | 7  | Bukayo Saka            |       |     |
| C                     | 26 | Kobbie Mainoo          |       | 70’ |
| C                     | 4  | Declan Rice            |       |     |
| C                     | 3  | Luke Shaw              |       |     |
| C                     | 11 | Phil Foden             |       | 89’ |
| C                     | 10 | Jude Bellingham        |       |     |
| A                     | 9  | Harry Kane             | 25’   | 61’ |
| A disposizione:       |    |                        |       |     |
| P                     | 13 | Aaron Ramsdale         |       |     |
| P                     | 23 | Dean Henderson         |       |     |
| C                     | 8  | Trent Alexander-Arnold |       |     |
| D                     | 12 | Kieran Trippier        |       |     |
| D                     | 14 | Ezri Konsa             |       |     |
| D                     | 15 | Lewis Dunk             |       |     |
| C                     | 16 | Conor Gallagher        |       |     |
| A                     | 17 | Ivan Toney             |       | 89’ |
| A                     | 18 | Anthony Gordon         |       |     |
| A                     | 19 | Ollie Watkins          | 90+1’ | 61’ |
| A                     | 20 | Jarrod Bowen           |       |     |
| C                     | 21 | Eberechi Eze           |       |     |
| D                     | 22 | Joe Gomez              |       |     |
| C                     | 24 | Cole Palmer            |       | 70’ |
| C                     | 25 | Adam Wharton           |       |     |
| CT:                   |    |                        |       |     |
| Gareth Southgate      |    |                        |       |     |

| Assistenti arbitrali: Cyril Mugnier (Francia) Mehdi Rahmouni (Francia) Quarto ufficiale: Szymon Marciniak (Polonia) Assistente di riserva: Tomasz Listkiewicz (Polonia) VAR: Jérôme Brisard (Francia) Assistenti al VAR: Willy Delajod (Francia) Massimiliano Irrati (Italia) | Regole dell'incontro - due tempi regolamentari da 45 minuti ciascuno; - due tempi supplementari da 15 minuti ciascuno in caso di parità; - tiri di rigore in caso di ulteriore parità; inizialmente cinque per squadra, e a oltranza fino a spareggio in caso di ulteriore parità; - numero massimo di 23 giocatori per squadra a referto (11 in campo e 15 come potenziali sostituti); - cinque sostituzioni permesse nei tempi regolamentari; una sesta permessa nei tempi supplementari. |

## Statistiche
| Statistiche       | Spagna | Inghilterra |
| ----------------- | ------ | ----------- |
| Reti segnate      | 0      | 0           |
| Tiri totali       | 5      | 3           |
| Tiri in porta     | 0      | 1           |
| Parate            | 1      | 0           |
| Possesso palla    | 66%    | 34%         |
| Calci d'angolo    | 6      | 1           |
| Falli commessi    | 6      | 2           |
| Fuorigioco        | 0      | 0           |
| Cartellini gialli | 1      | 1           |
| Cartellini rossi  | 0      | 0           |

| Statistiche       | Spagna | Inghilterra |
| ----------------- | ------ | ----------- |
| Reti segnate      | 2      | 1           |
| Tiri totali       | 10     | 6           |
| Tiri in porta     | 5      | 2           |
| Parate            | 1      | 3           |
| Possesso palla    | 59%    | 41%         |
| Calci d'angolo    | 4      | 1           |
| Falli commessi    | 5      | 3           |
| Fuorigioco        | 1      | 0           |
| Cartellini gialli | 0      | 2           |
| Cartellini rossi  | 0      | 0           |

| Statistiche       | Spagna | Inghilterra |
| ----------------- | ------ | ----------- |
| Reti segnate      | 2      | 1           |
| Tiri totali       | 15     | 9           |
| Tiri in porta     | 5      | 3           |
| Parate            | 2      | 3           |
| Possesso palla    | 63%    | 37%         |
| Calci d'angolo    | 10     | 2           |
| Falli commessi    | 11     | 5           |
| Fuorigioco        | 1      | 0           |
| Cartellini gialli | 1      | 3           |
| Cartellini rossi  | 0      | 0           |